# Couze-et-Saint-Front
Couze-et-Saint-Front è un comune francese di 801 abitanti situato nel dipartimento della Dordogna, nella regione della Nuova Aquitania.

## Società

### Evoluzione demografica
Abitanti censiti